# Петровская (Опаринский район)
Петровская — деревня в составе Опаринского района Кировской области.

## География
Находится на расстоянии примерно 18 километров по прямой на юг от районного центра поселка Опарино.

## История
Известна с 1891 года, в 1926 году 16 дворов и 77 жителей, в 1950 году дворов 19 и жителей 57, в 1989 году 23 постоянных жителя. До 2021 года входила в Вазюкское сельское поселение Опаринского района, ныне непосредственно в составе Опаринского района.

## Население
Постоянное население составляло 1 человек (русские 100 %) в 2002 году, 3 в 2010.